# Хасиева-Кулиева, Нуйвар Халил кызы
Нуйвар Халил кызы Хасиева-Кулиева (азерб. Nüyvər Xəlil qızı Xasıyeva-Quliyeva; род. 1929, Нухинский уезд) — советский азербайджанский табаковод, Герой Социалистического Труда (1950).

## Биография
Родилась в 1929 году в селе Бидеиз Нухинского уезда Азербайджанской ССР (ныне Шекинский район).
С 1944 года колхозница, с 1947 года звеньевая, с 1961 года колхозница колхоза имени Карла Маркса Шекинского района. В 1949 году получила урожай табака сорта «Самсун» 24,3 центнера с гектара на площади 3 гектаров. 
Указом Президиума Верховного Совета СССР от 17 июня 1950 года за получение высоких урожаев табака в 1949 году Кулиевой Нуйвар Халил кызы присвоено звание Героя Социалистического Труда с вручением ордена Ленина и золотой медали «Серп и Молот».
С 2002 года президентский пенсионер.